# 女性權利
女性權利（英語：Women's rights），又譯婦女權，是指女性們在法律規定下能擁有的權利，以及被法律保障的自由，不同國家對女性權利的保障也截然不同。
女性權利的概念開始於19世紀，屬於工業革命時代平權運動裏的一個分支，並且有明顯的自由主義傾向。當時的女性權利最主要的訴求是在法律層面上和男性平等，尤其要求政府在法律中寫明女性能擁有那些權利和自由。女性權利為20世紀的女性主義運動提供了法律基礎，許多女性權利已經和基本人權（Human rights）互相溶合，並被寫入世界上大部份國家的憲法裏。
雖然婦女權利和更广泛的人權（right of men）高度重合，但也不是完全一致，女性權利更著重於性別本身，主要訴求是廢除男尊女卑的法律，並制定女男平等的新法。目前在女性權利裏面常說的專有名詞和女性主義裏的名詞經常雷同，例如保護女性的身体完整、自主權、免於性暴力的權利、投票權、担任公职的權利、订立法律合同的權利、在家庭法中享有平等权利、工作权利、公平工资或同工同酬、生殖权、财产权、受教育权等。

## 歷史

### 古代文化
雖然在大量文明中，男性都占据着領導地位，但還是有一些例外。尼日利亞阿卡族的女性也會打獵，甚至有时会獨自狩猎。她們有时還有权控制資源分配。古代的埃及和中國也有少數女掌權者，例如是和武則天。

### 中国
古代中國女性的地位十分低微，因此她们的基本權利也得不到保障。女性纏足的習俗便是一個例子。纏足將腳骨結構改變成只有4寸甚至是3寸。纏足會造成行動不便，限制了婦女的活動能力。但是19世紀，超過45％的中国婦女实施了纏足，上流社會中婦女的纏足率更是达到了100%。1912年3月13日，中華民國臨時大總統孫中山發布命令通飭全國，勸禁纏足，不纏足運動由此在全國展开。至此，「纏足」在法令上得到禁止，中國的纏足風俗開始從沿海大城市消失，並逐漸影響到內陸地區。1929年政府又發布放足布告，派遣專員督查落實。但是纏足風俗完全消失則最晚要到1940年代，甚至1950年代以後。距雲南省昆明市以南一百四十公里的通海縣有一村庄名为六一村，它被稱為「中國最後的小腳部落」，截至2013年，此地仍有二十二位纏足的小腳老太太。
自中华人民共和国成立以來，政府運用法律等手段使婦女的權益狀況有了歷史性的變化，盡力促进男女平等，消除對婦女的歧視，在中國的諸多立法中，既有如根本法憲法，也有傳統部門法民法、刑法、訴訟法等對男女平等的原則性規定和保障，既有如《婚姻法》、《繼承法》等對所涉及婦女相關權益的一般性規定，也有如《中華人民共和國婦女權益保障法》（1992年10月1日起施行）這一部门法對婦女的權益实现全面保護和具體落實。

## 近代进展

### 北京会议《宣言》和《行动纲要》
1995年，189个国家在北京举办的联合国第四次世界妇女大会上签署《北京宣言》和《行动纲领》，致力于争取男女平等权利，充分贯彻妇女和女童的人权，赋予女性权利和她们在平等基础上参与社会各领域的机会。
《宣言》和《行动纲领》的行动分为12个部分，目的在于通过参加社会各领域的决策，执行《提高妇女地位内罗毕前瞻性战略》，移除妇女在公共和私人生活中遇到的障碍。行动要求各国政府、国际组织和机构通力合作，并注重向发展中国家提供足够资源，保证其能够大力促进妇女权益的进步。

## 现状
自通过北京会议《宣言》和《行动纲要》以来，更多的女童前所未有地获得了接受教育的更多机会。死于生育的妇女人数几乎减少了一半。在企业、政府和全球组织担任领军人物的妇女人数增多。但在一些地区，特别是冲突地区和发展中国家，妇女仍然处于弱势地位。除此之外女性还是性犯罪、绑架、贫困的主要受害群体。
在冲突中，妇女和儿童往往成为袭击的首要目标。根据红十字国际委员会，武装冲突中妇女所应有的医疗、食物、饮水的权利往往被剥夺，“流离失所的妇女和女孩以及与丈夫分离的单身妇女经常被拘留、杀害或失踪。这些群体在性暴力面前尤其脆弱。”弗洛朗斯·泰尔西耶认为，战争特别是战争引起的流离失所对妇女来说影响更大，除脱离男人保护外，她们更需要承担以前男人所承担的社区工作，“在流离失所的境遇下妇女成为家庭和社区的支柱。”
而在和平时期，家庭暴力、社会歧视、地位不平等仍使一些女性得不到应有的尊重，而是被认作男人的附属品。对妇女基本权利的侵犯仍然很普遍，在生活的各个领域，无论是在政治团体或公司会议室内，妇女对影响她们的决策有极少的发言权。
亦有時裝設計會以回應女權運動作主題設計時裝，如法國品牌中的RICK OWENS。